# Kuivasaari (ö i Satakunta)
Kuivasaari är en ö i Finland. Den ligger i vattendraget Kumo älv och i kommunen Kumo i den ekonomiska regionen  Björneborgs ekonomiska region  och landskapet Satakunta, i den sydvästra delen av landet, 190 km nordväst om huvudstaden Helsingfors. Öns area är 10,6 hektar och dess största längd är 0,8 kilometer i nord-sydlig riktning.